# Железные дороги Китая

Логотип компании
«China State Railway Group Company Limited»

Железные дороги — один из наиболее популярных видов транспорта для дальних поездок в Китае. Почти все железнодорожные компании подчинены Министерству железных дорог КНР. Оператором национальной сети железных дорог является китайская государственная компания China Railways (中国铁路). Сеть охватывает практически все провинции, кроме специального административного района Макао. К настоящему времени бурно развивающаяся национальная система высокоскоростного движения в Китае стала крупнейшей в мире, превышающей таковые в Японии и Европе вместе взятые.

## Схема железнодорожной сети Китая
На приведенной ниже схеме отображены линии China Railways, по состоянию на 28.12.2013.
Легенда схемы. Цветами обозначены режимы скоростного движения на тех или иных участках:
красным — линии, на которых предусмотрено движение поездов со скоростью 300 км/ч и вышежёлтым — новые линии, на которых предусмотрено движение поездов со скоростью от 200 до 299 км/чголубым — модернизированные и прочие линии, на которых предусмотрено движение скоростных поездовсерым — обычные железнодорожные линии

## Общие сведения
Впервые железные дороги в Китае появились в 1876 году. Железная дорога Тансюй, строительство которой было начато в 1876 году, часто описывается как первая железная дорога в Китае.
Сейчас железнодорожный транспорт Китая отвечает за 24 % железнодорожных перевозок в мире[уточнить] и является одной из основных составляющих экономики. По длине железнодорожных путей Китай занимает 3-е место в мире, уступая США (250 тыс. км) и России (124 тыс. км).
Протяжённость железнодорожной сети China Railways (ширина колеи — 1 435 мм) на конец 2014 года достигла 112 000 километров, 55 811 км из которых электрифицированы.
К 2050 году длина железнодорожной сети должна достигнуть 270 000 километров.
Более 4 000 км промышленных подъездных путей имеют колею 1 000 и 750 мм.
В 2004 году на балансе China Railways числилось 15 456 локомотивов.
В 2006 году была введена в строй Цинхай-Тибетская железнодорожная магистраль в Тибете — самая высокогорная железная дорога (до 5 072 м над уровнем моря), стоимость постройки которой составила 4,2 млрд $.
В последние годы активно ведётся строительство высокоскоростных железных дорог (см. ниже).
Максимальная скорость для пассажирских поездов на некоторых участках обычных дорог составляет 200 км/ч. На этих участках с 2019 года начинают применять поезда CR200J.
В настоящее время Китай ведёт активное строительство новых линий, а также электрификацию существующих.

## Высокоскоростные железные дороги
Китай обладает крупнейшей в мире сетью скоростных и высокоскоростных железных дорог, превышающей таковые в Японии и Европе вместе взятые.
В 2004 году Китай запустил второй в мире коммерческий, первый и крупнейший регулярный высокоскоростной поезд на магнитной левитации, скорость движения которого достигает 431 км/ч (см. Шанхайский маглев).
Рельсовые высокоскоростные поезда появились в Китае в 2007 году. Между Пекином и Тяньцзинем поезда развивают скорость до 350 км/ч. Скоростными железными дорогами были также соединены Шицзячжуан и Тайюань, Циндао и Цзинань, Хэфэй и Ухань, Хэфэй и Нанкин.
В 2009 году были введены в строй самые совершенные на сегодня скоростные железнодорожные линии Ухань−Гуанчжоу и Чжэнчжоу−Сиань. При постройке использовалась безбалластная технология крепления путевой решётки (на бетонных шпалах), что позволило обеспечивать скорости более 350 км/ч.
На момент пуска линия Ухань−Гуанчжоу являлась самой скоростной в мире.
Протяжённость скоростных железных дорог составила на конец 2012 года 9,3 тыс. км, включая участки (длиной 1995 км) с максимальной скоростью движения поездов более 350 км/ч.. На декабрь 2013 года протяжённость скоростных железных дорог составила уже 14,42  тыс. км.
В настоящее время идёт строительство высокоскоростной железной дороги Пекин−Шанхай протяжённостью 1 318 километров, завершение строительства которой намечено на 2013 год. По сведениям ИТАР-ТАСС, из одного мегаполиса в другой можно будет доехать за 5 часов вместо нынешних 12-и.[уточнить]
В сентябре 2023 года  открыта  высокоскоростная железная дорога вдоль западного побережья Тайваньского пролива, соединяющую в т.ч. города Фучжоу и Сямэнь.

## Связь с железными дорогами других стран
Железнодорожная сеть Китая соединена с железными дорогами:
- Казахстана — через Ланьчжоу-Синьцзянскую железную дорогу;
- Монголии — через Цзинхаскую железную дорогу;
- Вьетнама;
- Северной Кореи;
- России:

- переход Маньчжурия — Забайкальск соединяет Биньчжоускую железную дорогу с Забайкальской железной дорогой;
- переход Суйфэньхэ — Гродеково (Дальневосточная железная дорога).
- переход «Золотое звено» Хуньчунь — Камышовый (Приморский край).

А также:
- Строится железная дорога в направлении Хабаровска через г. Мишань — для соединения со автомобильным мостом около Хабаровска (через Большой Уссурийский остров — на китайской части острова Китай планирует построить новый город), с выходом на узел Дальневосточной железной дороги.
- Строится железная дорога в направлении г. Тунцзян, откуда на российский берег Амура (в район села Нижнеленинское) будет перекинут железнодорожный мост, строительство которого планируют начать уже в 2013 году.[уточнить]
- Проектируется железнодорожная магистраль, которая позволит соединить китайскую Южно-Синьцзянскую железную дорогу через Кашгар с Киргизией и далее с Узбекистаном и через Афганистан, Иран и Турцию с европейской сетью железных дорог.

В качестве отдельных проектов рассматриваются следующие транспортные коридоры:
- железная дорога «Чунцин—Синьцзян—Европа» (англ. Chongqing—Xinjiang—Europe International Railway), связывающая китайский Чунцин с немецким Дуйсбургом[9] — движение по маршруту открыто в июле 2011 года[10];
- маршрут Чэнду—Европа (англ. Chengdu—Europe Express Rail), связывающий Чэнду (провинция Сычуань) с польской Лодзью — движение по нему открыто в апреле 2013 года[10].